# Joe Alaskey
Joseph Francis Alaskey, detto Joe (Troy, 17 aprile 1952 – Fresno, 3 febbraio 2016), è stato un attore e doppiatore statunitense.
Era il figlio di Joseph Francis Alaskey Jr. and Domenica "Dorothy" De Sorrento De Luca Alaskey.

## Filmografia parziale

### Doppiatore
- Chi ha incastrato Roger Rabbit (Who Framed Roger Rabbit), regia di Robert Zemeckis (1988)
- Tiny Toon Adventures: Viva le vacanze (Tiny Toon Adventures: How I Spent My Vacation), regia di Rick Arons [et al.] (1992)
- Forrest Gump, regia di Robert Zemeckis (1994) - voce del Presidente Richard Nixon
- Casper, regia di Brad Silberling (1995)
- Rugrats - Il film (The Rugrats Movie), regia di Igor Kovaljov, Norton Virgien (1998)
- Titti turista tuttofare (Tweety's High-Flying Adventure) (2000) - Titti, Gatto Silvestro, Colonel Rimfire, Henery Hawk, Bugs Bunny, Daffy Duck, Pepé Le Pew e Marvin il Marziano
- I Rugrats a Parigi - Il film (Rugrats in Paris: The Movie), regia di Stig Bergqvist, Paul Demeyer (2000)
- Scooby-Doo e il viaggio nel tempo (Scooby-Doo and the Cyber Chase), regia di Jim Stenstrum (2001)
- Balto - Il mistero del lupo (Balto II: Wolf Quest), regia di Phil Weinstein (2002)
- I Rugrats nella giungla (Rugrats Go Wild!), regia di John Eng e Norton Virgien (2003)
- Looney Tunes: Back in Action, regia di Joe Dante (2003) - Bugs Bunny, Daffy Duck, Titti, Gatto Silvestro, Beaky Buzzard e Mama Bear
- Looney Tunes: Canto di Natale (Bah, Humduck! A Looney Tunes Christmas), regia di Charles Visser (2006) - Daffy Duck, Gatto Silvestro, Marvin il Marziano, Pepé Le Pew e Foghorn Leghorn
- Justice League: The New Frontier (2008) - Bugs Bunny
- The Haunted World of El Superbeasto, regia di Rob Zombie (2009) - Van Sloan e Erik
- Tom & Jerry e il mago di Oz (Tom and Jerry & The Wizard of Oz), regia di Spike Brandt (2011) - Mago di Oz, Butch e Droopy
- Tom & Jerry e Robin Hood (Tom and Jerry: Robin Hood and His Merry Mouse) regia di Spike Brandt e Tony Cervone (2012) - Fra Tuck e Droopy
- Tom & Jerry: Avventure giganti (Tom and Jerry's Giant Adventure) regia di Spike Brandt e Tony Cervone (2013) - Droopy
- Tom & Jerry: Operazione spionaggio (Tom & Jerry: Spy Quest) regia di Spike Brandt e Tony Cervone (2015) - Droopy
- Tom & Jerry - Di nuovo a Oz (Tom and Jerry - Back to Oz) regia di Spike Brandt e Tony Cervone (2016) - Mago di Oz, Butch e Droopy

### Televisione
- Cose dell'altro mondo - Beano Froelich
- The Banana Splits - L'elefante Snorky
- I favolosi Tiny - serie TV (1990-1995) - Duca Duck, Wile E. Coyote, Buzz, Il Diavolo della Tasmania
- I Rugrats - Louis Kalhern "Lou" "Nonno" Pickles II
- Bonkers - Gatto combinaguai - Flaps
- La sirenetta - Le nuove avventure marine di Ariel - Don Vito Gamberone
- I misteri di Silvestro e Titti (The Sylvester & Tweety Mysteries) - serie TV, 52 episodi (1995-1999) - Gatto Silvestro, Titti e Marvin il Marziano
- Timon e Pumbaa - serie TV, 2 episodi (1999)
- Duck Dodgers - Duck Dodgers, Comandante Marziano X-2

## Doppiatori italiani
Nelle versioni in italiano dei suoi lavori, Joe Alaskey è stato doppiato da:
- Renato Cecchetto in Cose dell'altro mondo

Da doppiatore è sostituito da:
- Manlio De Angelis in Chi ha incastrato Roger Rabbit
- Mino Caprio in Casper
- Ilaria Latini in Titti turista tuttofare (Titti), I misteri di Silvestro e Titti
- Roberto Pedicini in Titti turista tuttofare (Gatto Silvestro), Looney Tunes: Back in Action, Looney Tunes: Canto di Natale, I misteri di Silvestro e Titti
- Massimo Giuliani in Titti turista tuttofare (Bugs Bunny), Looney Tunes: Back in Action
- Marco Mete in Titti turista tuttofare (Daffy Duck), Looney Tunes: Back in Action, Looney Tunes: Canto di Natale, Duck Dodgers
- Neri Marcorè in Titti turista tuttofare (Marvin il Marziano)
- Gerolamo Alchieri in Titti turista tuttofare (Colonnello Rimfire e Pepé Le Pew)
- Monica Bertolotti in Titti turista tuttofare (Henery Hawk)
- Roberto Stocchi in Looney Tunes: Canto di Natale, Duck Dodgers
- Giovanni Battezzato in Scooby-Doo e il viaggio nel tempo
- Diego Sabre in Balto - Il mistero del lupo
- Davide Garbolino, Pietro Ubaldi e Fabrizio Vidale ne I favolosi Tiny
- Mario Milita ne I Rugrats, Rugrats - Il film, I Rugrats a Parigi - Il film, I Rugrats nella giungla
- Vittorio Amandola e Ermavilo ne La sirenetta - Le nuove avventure marine di Ariel